# Graduados
Graduados argentyński sitcom, opowiadający o grupie znajomych z liceum, którzy spotykają się po 19 latach. Odtwórcami głównych ról są Nancy Dupláa i Daniel Hendler. Serial jest nadawany przez Telefe od 2012, cieszy się wielką popularnością. 

## Główne role
- Nancy Dupláa - Maria Laura Falsini
- Daniel Hendler - Andrés Goddzer
- Isabel Macedo - Jimena Benites / Patricia Longo
- Luciano Cáceres - Pablo Cataneo
- Julieta Ortega - Veronica Diorio
- Paola Barrientos - Victoria Lauria
- Mex Urtizbere - Benjamin Pardo